# 奧塞奇鎮區 (堪薩斯州拉貝特縣)
奧塞奇鎮區（英語：Osage Township）是位於美國堪薩斯州拉貝特縣的一個行政鎮區。

## 地方資料
奧塞奇鎮區的面積為162.11平方千米，當中陸地面積為157.08平方千米，而水域面積為5.03平方千米。根據2010年美國人口普查的數據，當地共有人口848人，而人口密度為每平方千米5.23人。

## 外部連結
- US-Counties.com
- City-Data.com （页面存档备份，存于）